# Бохар, Дамьян
Дамьян Бохар (словен. Damjan Bohar; родился 18 октября 1991 года, Маковки, Словения) — словенский футболист, нападающий клуба «Копер». Выступал за сборную Словении.

## Клубная карьера
Бохар — воспитанник клуба «Мура». В 2009 году он дебютировал за основной состав во Второй лиге Словении. В 2011 году Дамьян помог клубу выйти в элиту. 17 июля в матче против «Копера» он дебютировал в чемпионате Словении. Летом 2013 года его контракт истёк и Бохар на правах свободного агента подписал соглашение с «Марибором». 12 июля в матче против «Заврча» он дебютировал за новый клуб. В этом же поединке Дамьян забил свой первый гол за «Марибор». 30 сентября 2014 года в матче Лиги чемпионов против немецкого «Шальке-04» он забил гол. В составе «Марибора» Бохар трижды выиграл чемпионат и завоевал Кубок Словении.
13 сентября 2017 года в матче Лиги чемпионов против московского «Спартака» Дамьян сравнял счёт и помог клубу добиться ничьей.

## Международная карьера
18 ноября 2014 года в товарищеском матче против сборной Колумбии Бохар дебютировал за сборную Словении.
6 сентября 2020 года игрок забил свой первый гол за сборную в ворота сборной Молдавии. Этот гол оказался победным, матч завершился со счётом 1:0.

## Достижения
«Марибор»
- Чемпион Словении (3): 2013/14, 2014/15, 2016/17
- Обладатель Кубка Словении: 2015/16
- Обладатель Суперкубка Словении (2): 2013, 2014